# فردیناند سوم، امپراتور مقدس روم
فردیناند سوم (به آلمانی: Ferdinand III) (۱۳ ژوئیهٔ ۱۶۰۸ – ۲ آوریل ۱۶۵۷) امپراتور مقدس روم، پادشاه مجارستان، کرواسی، بوهم و آرشیدوک اتریش از دودمان هابسبورگ بود.

## زندگی
او در گراتس زاده‌شد و بزرگ‌ترین پسر فردیناند دوم بود. وی از سوی یسوعیون آموزش دید. نخست در ۱۶۲۱ او آرشیدوک اتریش شد، سپس در ۱۶۲۵ به پادشاهی مجارستان، در ۱۶۲۷ به پادشاهی بوهم رسید. در ۱۶۳۶ به پادشاهی آلمان برگزیده‌شد و سال پس از آن به جانشینی پدرش در امپراتوری مقدس روم رسید.
زمامداری او مصادف با سال‌های پایانی جنگ سی‌ساله بود. از آنجا که در آن زمان آلمان میان دو دولت متخاصم فرانسه و سوئد قرار گرفته‌بود، وی کوشید تا روابط خارجی را برای محدود کردن این دشمنان منعقد سازد. او در ۱۶۵۶ و در جریان جنگ میان اسپانیا و فرانسه برای اسپانیاییان نیروی کمکی فرستاد.